# La Ordeñita
La Ordeñita är en ort i Mexiko.   Den ligger i kommunen Tepalcatepec och delstaten Michoacán de Ocampo, i den södra delen av landet, 400 km väster om huvudstaden Mexico City. La Ordeñita ligger 307 meter över havet och antalet invånare är 139.
Terrängen runt La Ordeñita är platt. Runt La Ordeñita är det ganska glesbefolkat, med 30 invånare per kvadratkilometer. Närmaste större samhälle är Felipe Carrillo Puerto, 5,4 km öster om La Ordeñita. Trakten runt La Ordeñita består till största delen av jordbruksmark.